# Домброва-Гурнича Стшемешице
Домброва-Гурнича Стшемешице — бывшая грузовая станция, ныне используемая как остановочный пункт. Расположена в деревне Стшемешице Великие, в Силезском воеводстве Польши. Станция имеет больше двенадцати путей, из которых в настоящее время используется только один. Остальные пути находятся на реконструкции. На станции останавливаются все пригородные поезда, следующие в Катовице или Олькуш. К станции примыкает ветка до автомобильного терминала. На другом конце станции расположена ПМС с веерным депо.
Через станцию проходит маршрут Тунель — Сосновец-Главный. Кроме того, она является конечной для маршрутов, соединяющих Стшемешице со станциями Домброва-Гурнича Хута-Катовице и Сосновец-Загоже (последний выведен из эксплуатации).
На станции два перрона с тремя платформами, билетная касса отсутствует. Деревня Стшемешице в своё время развивалась вокруг железнодорожной станции, к которой, в частности, вела Варшавская улица, известная как «Стшемешицкий Сити». Однако в дальнейшем станция начала приходить в упадок, а в 2007 году была закрыта после пожара на чердаке. Местные жители предлагали устроить в здании станции дом культуры, но этот проект не был реализован, и в 2016 году здание было разрушено по распоряжению властей Силезского воеводства. Средний пассажирооборот станции в 2017 году составлял от 20 до 49 человек в день.